# New Beat Bossa Nova Means the Samba Swings
New Beat Bossa Nova Means the Samba Swings è un album di Zoot Sims and His Orchestra, pubblicato dalla Colpix Records nel 1962. Il disco fu registrato il 20 agosto 1962 al Columbia 20th Street Studio di New York City, New York (Stati Uniti).
Nel retrocopertina dell'ellepì è indicata come data di registrazione il 20 agosto 1962, mentre nel catalogo della discografia di Zoot Sims, la data riportata della sessione è 28 agosto 1962. 

## Tracce
Lato A
1. Recado Bossa Nova Pt. 1 – 2:34 (Luiz Antonio, Djalma Ferreira)
2. Recado Bossa Nova Pt. 2 – 2:55 (Luiz Antonio, Djalma Ferreira)
3. Cano Canoe – 5:34 (Micheyl)
4. Contando a orquestra – 4:05 (Distel, Peze)

Lato B
1. Ciume – 4:10 (Carlos Lyra)
2. Maria Ninguen – 2:36 (Carlos Lyra)
3. Sem saudades de voce – 5:58 (Barbosa)
4. Barquinho de papel – 2:51 (Carlos Lyra)

## Musicisti
- Zoot Sims - sassofono tenore
- Gene Quill - sassofono alto, clarinetto
- Phil Woods - sassofono alto, clarinetto
- Spencer Sinatra - flauto
- Ronnie Odrich - flauto, clarinetto
- Kenny Burrell - chitarra
- Jim Hall - chitarra
- Art Davis - contrabbasso
- Sol Gubin - batteria
- Willie Rodriguez - percussioni
- Ted Sommer - percussioni[3]